# ペルジーネ・ヴァルスガーナ
ペルジーネ・ヴァルスガーナ（イタリア語: Pergine Valsugana）は、イタリア共和国トレンティーノ＝アルト・アディジェ州トレント自治県にある、人口約22,000人の基礎自治体（コムーネ）。
トレントの東約10kmに位置する都市で、トレント、ロヴェレートに次いで県内第3位のコムーネ人口を有する。

## 地理

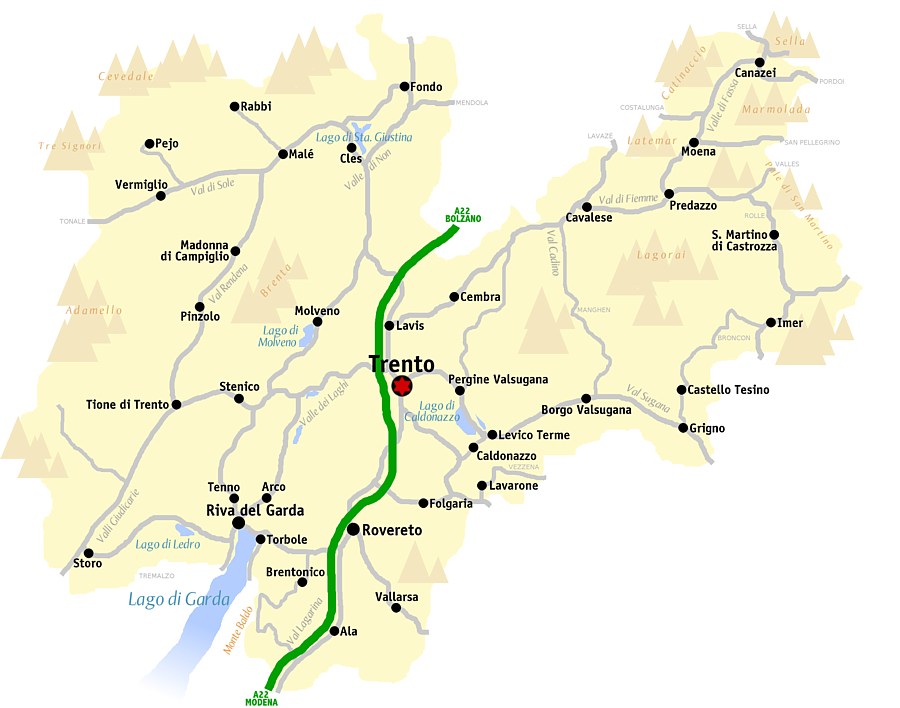
トレント県概略図

### 位置・広がり
トレント自治県中部に位置するコムーネ。県都トレントから東へ9kmの距離にある。

#### 隣接コムーネ
隣接するコムーネは以下の通り。
| - アルトピアーノ・デッラ・ヴィゴラーナ (ボゼンティーノ、ヴィゴーロ・ヴァッターロ) - バゼルガ・ディ・ピネ - カルチェラーニカ・アル・ラーゴ - カルドナッツォ - チヴェッツァーノ - フォルナーチェ - フラッシロンゴ - レーヴィコ・テルメ - ノヴァレード - サントルソラ・テルメ - テンナ - トレント - ヴィニョーラ＝ファレージナ |

## 行政

### Comunità di valle

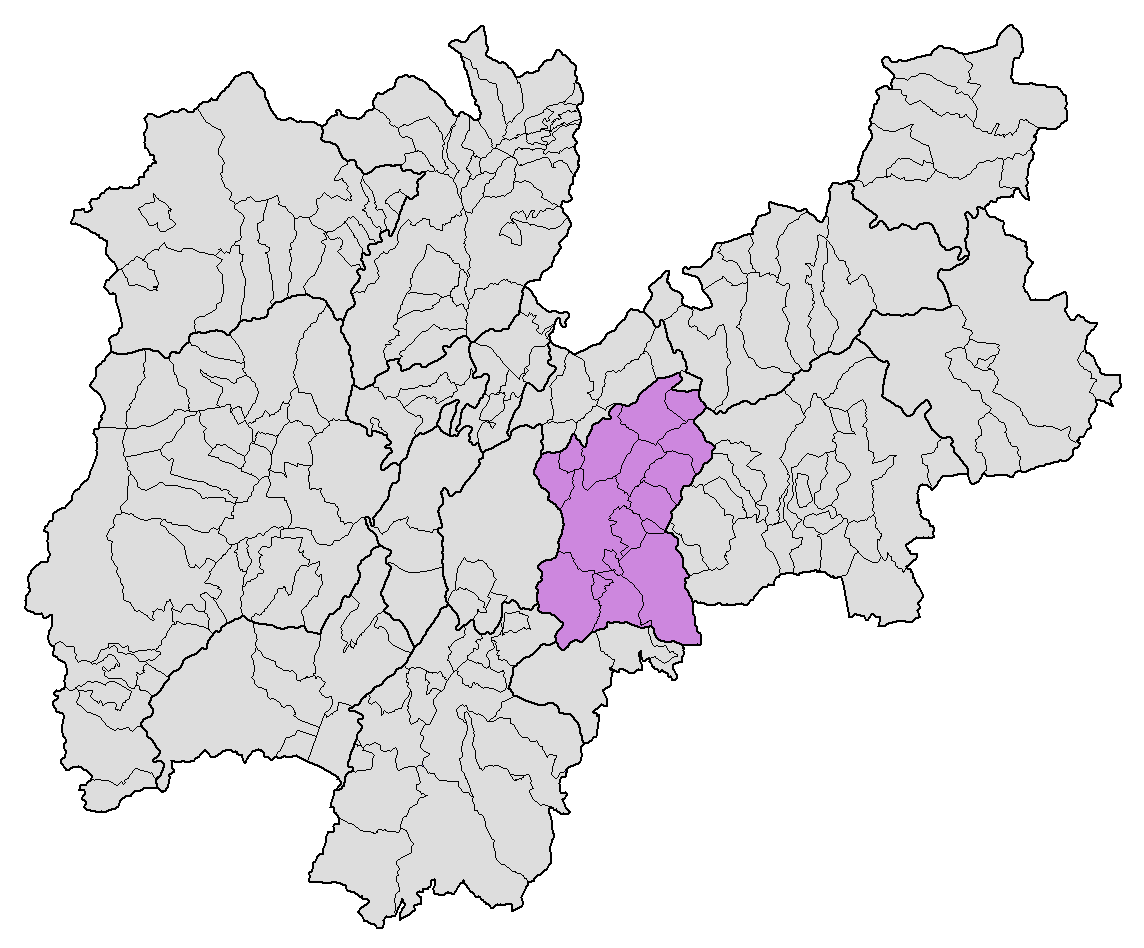
Comunità Alta Valsugana e Bersntol

トレント自治県が設置した広域行政組織 Comunità di valle "Comunità Alta Valsugana e Bersntol" の事務所所在地（Capoluogo）である。この地区には以下のコムーネが含まれる。
- アルトピターノ・デッラ・ヴィゴラーナ、バゼルガ・ディ・ピネ、ベドッロ、カルチェラーニカ・アル・ラーゴ、カルドナッツォ、チヴェッツァーノ、フィエロッツォ、フォルナーチェ、フラッシロンゴ、レーヴィコ・テルメ、パルー・デル・フェルシーナ、ペルジーネ・ヴァルスガーナ、サントルソラ・テルメ、テンナ、ヴィニョーラ＝ファレージナ

### 分離集落

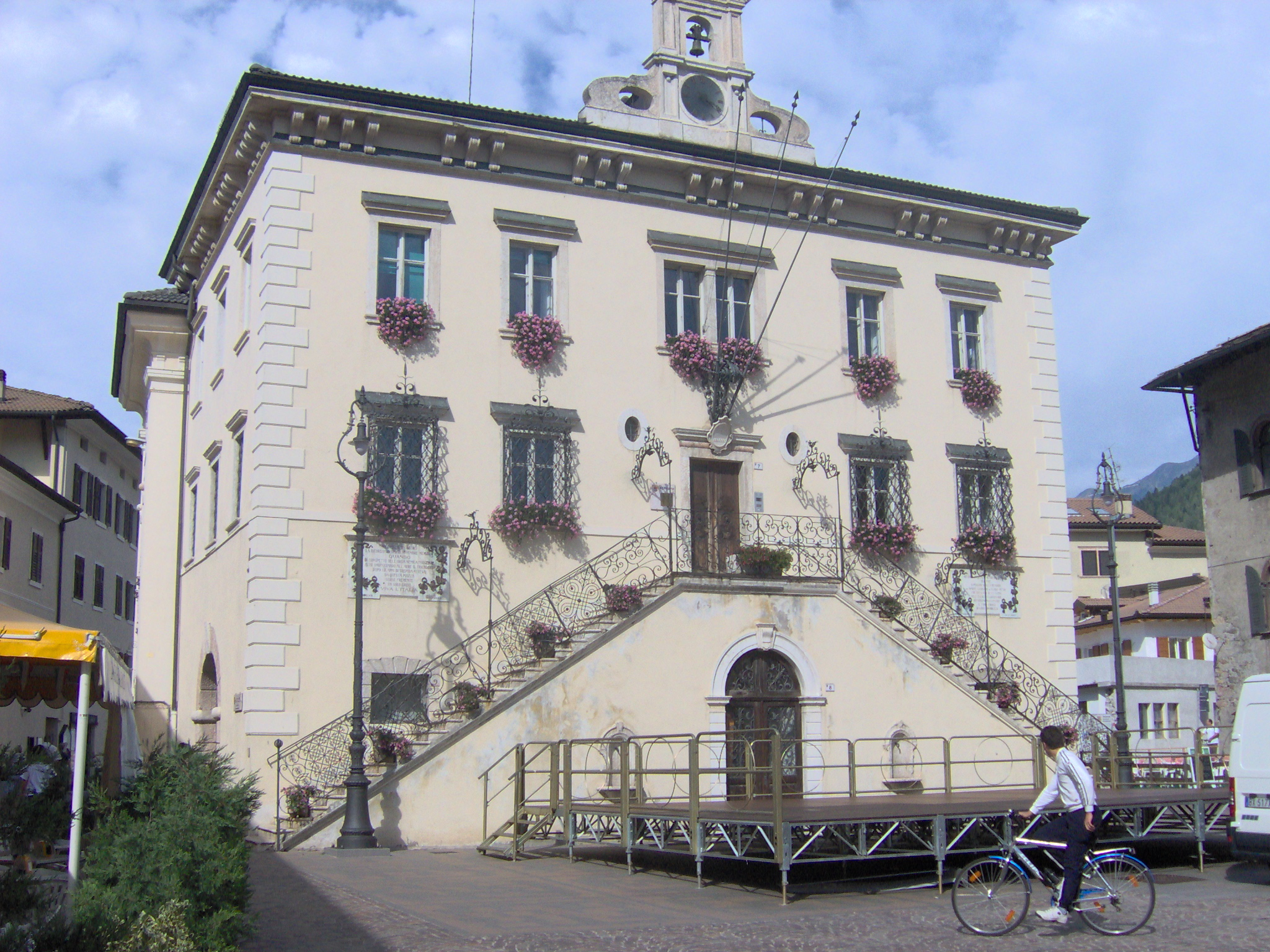
市役所

ペルジーネ・ヴァルスガーナには、以下の分離集落（フラツィオーネ）がある。
- Canale, Canezza, Canzolino, Cirè, Costasavina, Madrano, Nogaré, San Cristoforo al Lago, Santa Caterina, Serso, Susa, Roncogno, Viarago, Vigalzano, Visintainer, Zivignago

## 住民

### 言語
| 少数言語話者の割合（2011年） | 少数言語話者の割合（2011年） | 少数言語話者の割合（2011年） | 少数言語話者の割合（2011年） | 少数言語話者の割合（2011年） |
| ---------------------------- | ---------------------------- | ---------------------------- | ---------------------------- | ---------------------------- |
|                              |                              |                              |                              |                              |
| ラディン語                   | ラディン語                   |                              | 0.2%                         | 0.2%                         |
| モケーニ語                   | モケーニ語                   |                              | 1.2%                         | 1.2%                         |
| チンブロ語                   | チンブロ語                   |                              | 0.2%                         | 0.2%                         |

2011年10月9日に行われた国勢調査によれば、住民20,482人中238人（1.2%）がモケーニ語話者である。フィエロッツォ、フラッシロンゴ、サントルソラ・テルメに次ぎモケーニ語話者数が4番目に多いコムーネである。このほか、36人のラディン語話者、35人のチンブロ語話者がいる。